# Тайконыр (Туркестанская область)
Тайконыр (каз. Тайқоңыр) — село в Сузакском районе Туркестанской области Казахстана. Входит в состав Кыземшекской поселковой администрации. Код КАТО — 515645200.

## Население
В 1999 году население села составляло 444 человека (227 мужчин и 217 женщин). По данным переписи 2009 года, в селе проживало 608 человек (308 мужчин и 300 женщин).